# ダッチェス郡 (ニューヨーク州)
ダッチェス郡（英: Dutchess County）は、アメリカ合衆国ニューヨーク州にある郡である。人口は29万5911人（2020年）。郡庁所在地はポキプシー市である。
ダッチェス郡はポキプシー・ニューバーグ・ミドルタウン都市圏に属し、さらに大きくニュージャージー州、コネチカット州とペンシルベニア州にも跨るニューヨーク・ニューアーク・ブリッジポート広域都市圏にも入っている。

## 歴史

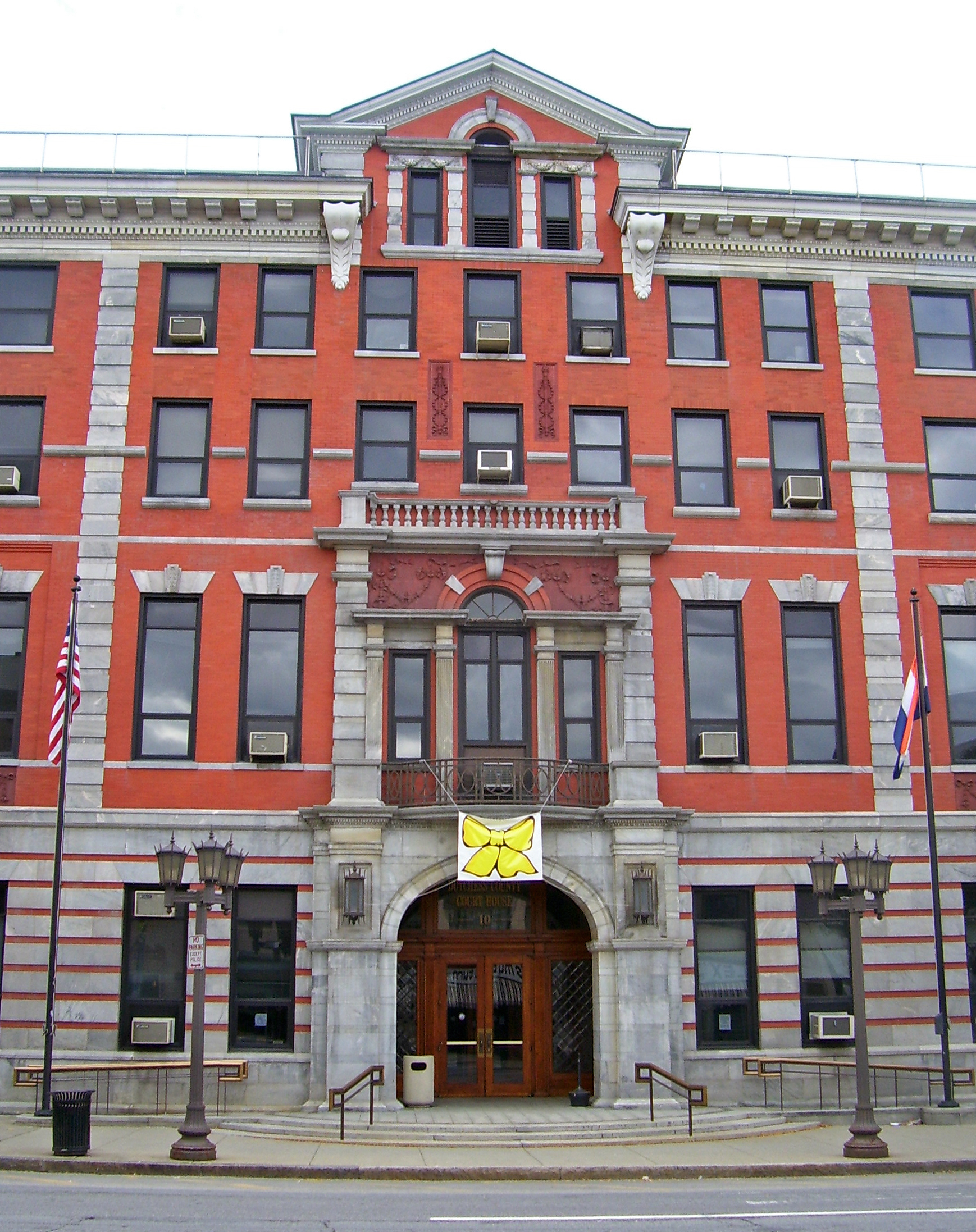
現在のダッチェス郡庁舎、1903年に建設され、当初1720年に建設されたものと同じ場所に立っている

ダッチェス郡となった地域にイギリスやオランダの開拓地ができる前は、ワッピンガー族インディアンの中心地だった。現在のフィッシュキルフックで会議を行っており、ダンスカマーでも集会を開いていた。
1683年、ニューヨーク植民地で最初の12郡を設立した時に、ダッチェス郡もその中に入っていた。当時の境界には現在のパットナム郡の全体と、コロンビア郡の小部分（クラーモント町とジャーマンタウン町）も含まれていた。郡名はヨーク公妃メアリー・オブ・モデナ（公妃は英語で「ダッチェス」）に因んで名づけられた。
ダッチェス郡は1713年までアルスター郡が管理していた。
1812年、ダッチェス郡からパットナム郡が分離設立された。

### 土地特許
1865年から1697年の12年間で、当初の郡におけるハドソン川岸の土地全てについて、その購入者の合法的な土地特許が認められた。1706年までにさらに3件の特許が追加され、内陸部の土地が抑えられた。

### 初期の開拓
1683年から1715年、ダッチェス郡の開拓者の大半がオランダ人だった。その多くはオールバニ郡やアルスター郡から移って来ていた。フィッシュキル川沿いと現在のポキプシー市やラインベックとなった地域に入植した。
1715年から1730年、新しい入植者の大半はドイツ人だった。1730年から1775年までは、ニューイングランド地方から移ってきた者が多かった。

### 20世紀
フランクリン・ルーズベルトがハドソン川を見下ろすハイドパークにあった家族の家に住んでいた。その邸宅は現在フランクリン・ルーズベルト邸国立歴史史跡として、アメリカ合衆国国立公園局が管理している。
1960年代、ジョージ・ゴードン・リディはダッチェス郡地区検事補であり、ティモシー・リアリーを薬物使用容疑で何度も逮捕させようとした。リディはリチャード・ニクソン政権のウォーターゲート事件で逮捕され服役した。1980年代には、この2人の元犯罪者が共に講演ツアーを行った。
1960年代以前のダッチェス郡は主に農業社会だった。その後郡南部はほとんど住宅地域に変わり、ニューヨーク市で働く通勤者が住む郊外になった。現在でも郡の北部と東部は農地の多い田園的性格であるが、同時に開発された地域もある。

## 地理
ダッチェス郡はニューヨーク州南東部にあり、西のハドソン川と東のニューヨーク州・コネチカット州境に挟まれ、オールバニ市とニューヨーク市のほぼ中間に位置している。郡内にはビーコン市とポキプシー市の2市がある。
アメリカ合衆国国勢調査局に拠れば、郡域全面積は825平方マイル (2,136.7 km2)であり、このうち陸地802平方マイル (2,077.2 km2)、水域は24平方マイル (62.2 km2)で水域率は2.88%である。
地形は大半が丘陵部であり、特に南西部隅のハドソン・ハイランズと北東部のタコニック山地がそうである。川に近い地域は平坦である。
郡内最高地点はタコニック山地のブレイス山であり、標高は2,311フィート (704 m) である。最低地点はハドソン川の海面である。
郡最北部にはマサチューセッツ州バークシャー郡との州境が半マイル (0.8 km) ほどある。この場所はタコニック州立公園に入る森林地域であり、バークシャー郡とを繋ぐ道路は無い。

### 交通

#### 主要高規格道路
- 州間高速道路84号線が郡内を東西に横切り、郡の南4分の1を分けている。郡内では唯一の州間高速道路である。
- アメリカ国道9号線、別名タコニック州立パークウェイとアメリカ国道22号線が南北の幹線道である。
- アメリカ国道44号線、ニューヨーク州道55号線、および同199号縁が東西方向の幹線道である。

#### 鉄道
アムトラックの駅がラインベックの町の小集落ラインクリフとポキプシー市にあり、どちらもエンパイア・サービス列車が停まり、またその他の列車も停車している。ポキプシー駅はメトロノース鉄道ハドソン線の終着駅でもある。ハドソン線にはニューハンバーグ（ポキプシー町の小集落）とビーコン市にも停車駅がある。
郡東部を走るメトロノース鉄道ハーレム線にはポーリング駅、ハーレム・バレー＝ウィングデール駅、ドーバー・プレインズ駅、テンマイル・リバー駅、ワセイク駅がある。

#### 公共交通機関

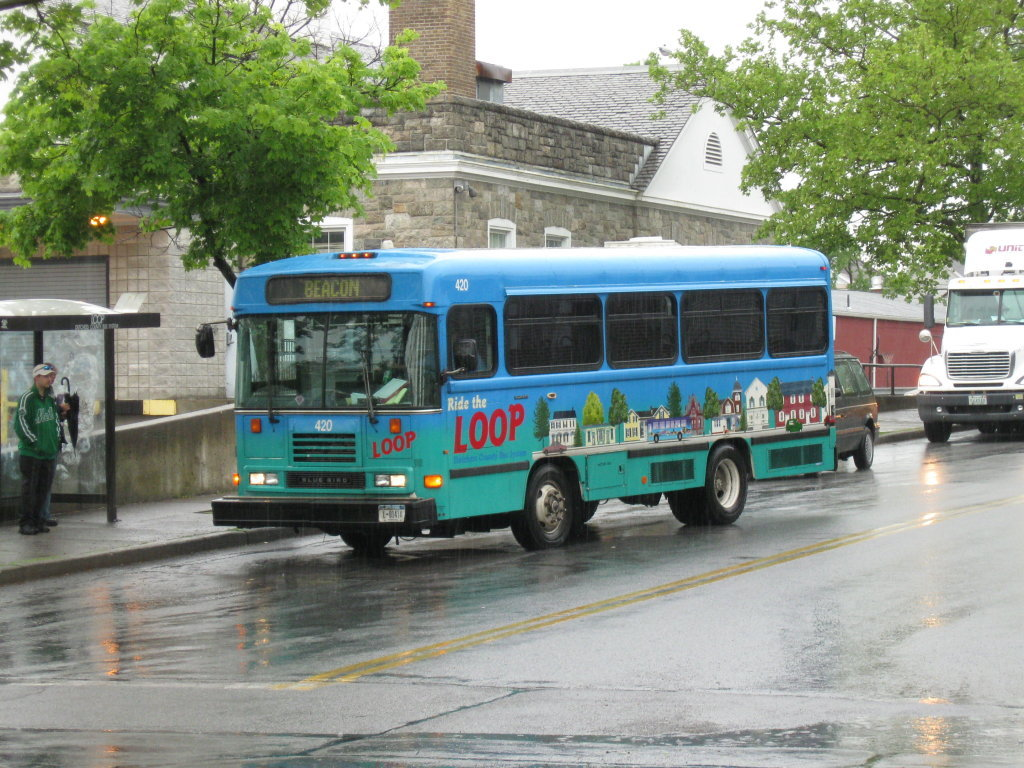
ダッチェス郡LOOPバス

郡内の公共交通はダッチェス郡大量輸送部が、ダッチェス郡LOOPという名称で運行している。都市化された地域以外では、運行も限られている。ポキプシー市は独自のバス体系を運行している。民営の路線がポキプシーとニュープラッツ、ビーコンとニューバーグを繋いでいる。
都市間輸送バスでは、アディロンダック・トレイルウェイズとショートライン・バスも、ポキプシー、ラインベックと郡南部を繋いでいる。地域外への交通では1990年代後半にピーターパン・バスラインズ/ボナンザが郡東部からニューヨーク市へ運行していた。

#### 空港
ワッピンガー町にあるダッチェス郡空港は一般用途空港だが、商業便が運航したときもあった。最も近い商業空港は、ハドソン川の対岸ニューバーグにあるスチュワート国際空港である。
レッドフックにはやはり公共用途空港であるスカイパーク空港もある。

### 隣接する郡
- コロンビア郡 - 北
- バークシャー郡 (マサチューセッツ州) - 北東
- リッチフィールド郡 (コネチカット州) - 東
- フェアフィールド郡 (コネチカット州) - 南東
- パットナム郡 - 南
- オレンジ郡 - 南西
- アルスター郡 - 西

### 国立保護地域
- エレノア・ルーズベルト国立歴史史跡
- フランクリン・ルーズベルト邸国立歴史史跡
- バンダービルト邸宅国立歴史史跡

### 州立、郡立、町立公園
- ボウドイン郡立公園
- ハドソン・ハイランズ州立公園
- ストラット町立公園
- ウィルコックス郡立公園
- タイマー・フォレスト
- タコニック州立公園
- ビークマン・レック
- イースト・フィッシュキル・レック
- ジェイムズ・ベアード州立公園
- ポキプシー橋

## 人口動態
以下は2000年国勢調査による人口統計データである。
| 基礎データ - 人口: 280,150 人 - 世帯数: 99,536 世帯 - 家族数: 69,177 家族 - 人口密度: 135人/km2（350人/mi2） - 住居数: 106,103 軒 - 住居密度: 51軒/km2（132軒/mi2） 人種別人口構成（2008年時点） - 白人: 83.66% - アフリカン・アメリカン: 9.32% - ネイティブ・アメリカン: 0.22% - アジア人: 2.52% - 太平洋諸島系: 0.03% - その他の人種: 2.37% - 混血: 1.89% - ヒスパニック・ラテン系: 6.45% 先祖による構成 - イタリア系：22.0% - アイルランド系：16.9% - ドイツ系：11.3% - イギリス系：6.7% 言語による構成 - 英語：88.3% - スペイン語：4.8% | 年齢別人口構成 - 18歳未満: 25.1% - 18-24歳: 9.4% - 25-44歳: 30.2% - 45-64歳: 23.2% - 65歳以上: 12.0% - 年齢の中央値: 37歳 - 性比（女性100人あたり男性の人口） - 総人口: 100.1 - 18歳以上: 98.2 世帯と家族（対世帯数） - 18歳未満の子供がいる: 34.5% - 結婚・同居している夫婦: 55.5% - 未婚・離婚・死別女性が世帯主: 10.3% - 非家族世帯: 30.5% - 単身世帯: 24.6% - 65歳以上の老人1人暮らし: 9.0% - 平均構成人数 - 世帯: 2.63人 - 家族: 3.16人 収入と家計 - 収入の中央値 - 世帯: 53,086米ドル - 家族: 63,254米ドル - 性別 - 男性: 45,576米ドル - 女性: 30,706米ドル - 人口1人あたり収入: 23,940米ドル - 貧困線以下 - 対人口: 7.5% - 対家族数: 5.0% - 18歳未満: 8.5% - 65歳以上: 6.5% |

近年近くのウエストチェスター郡から裕福な住民が移住してきており、一人当たり収入と住宅価格が著しく増加している。ニューヨーク市のブロンクス区からの移住者も多い。

## 郡政府
ダッチェス郡は、郡執行官1人と郡議会によって統治されている。議会は定数25人であり、小選挙区から選出されている。

### 警察
ビーコン市とポキプシー市、フィッシュキル町、ハイドパーク町、ポキプシー町、ラインベック町、レッドフック町、イーストフィッシュキル町、ミラートン村、ワッピンガーズフォール村、ミルブルック村、フィッシュキル村は独自の警察署を持っている。郡のその他の地区はダッチェス郡保安官事務所とニューヨーク州警察がパトロールしている。ニューヨーク州警察K部隊の本部がミルブルック村にある。

## 政治
2013年3月20日時点で郡議会の構成は共和党17人、民主党7人、民主党に協力する保守派1人となっている。郡執行官は共和党のマーカス・モリナロである。郡執行官は郡全体を選挙区に選ばれる。アメリカ合衆国下院議員選挙では、郡の大半がニューヨーク州第19選挙区にあり、現在は共和党員を送り出している。
ダッチェス郡はその裕福さと大きな郊外部の故に昔から共和党寄りである。アメリカ合衆国大統領選挙で民主党候補を選んだのは、1964年、1996年、2008年、2012年の4回しかない。南部の大型郊外部は保守的な傾向があり、北部の小さな村や田園部ではややリベラルである。選挙で選ばれる役人の大半は共和党員だが、2008年アメリカ合衆国大統領選挙では、民主党のバラク・オバマが総投票数の54%を取って郡を制した。2004年では、共和党のジョージ・W・ブッシュが51%を得ていた。クック投票動向指数ではプラスマイナス・ゼロである。

## スポーツ
ハドソンバレー・レネゲーズは、タンパベイ・レイズ傘下のマイナーリーグ野球チームである。ニューヨーク・ペンリーグに属し、フィッシュキルのダッチェス・スタジアムを本拠にしている。
ハドソンバレー・ベアーズは、イースタン・プロフェッショナル・ホッケーリーグの設立時4球団の1つだった。ポキプシー市のミッドハドソン・シビックセンターでホームゲームを行っている。
ハドソンバレー・ホークスは新しく結成されたナショナル・プロフェッショナル・バスケットボールリーグのチームである。ビーコン市のビーコン高校を試合場にしている。

## 都市

### 市
- ポキプシー市（郡庁所在地）
- ビーコン

### 町
- ポキプシー町
- アメニア
- ビークマン
- クリントン
- ドーバー
- イーストフィッシュキル
- フィッシュキル
- ハイドパーク
- ラグランジ
- ミラン
- ノースイースト
- ポーリング
- パインプレインズ
- プレザントバレー
- レッドフック
- ラインベック
- スタンフォード
- ユニオンベイル
- ワッピンガー
- ワシントン

### 村
- フィッシュキル（ヴィレッジ・オブ・フィッシュキル）
- ミルブルック
- ミラートン
- ポーリング
- レッドフック
- ラインベック
- ティボリ
- ワッピンガーフォールズ

### ハムレット
- アナンデール・オン・ハドソン
- アーリントン
- アーサーズバーグ
- アトルベリー
- バンゴール
- ベアマーケット
- ブリンカーホフ
- バーニガット
- バリータウン
- クラウンハイツ
- デウィットミルズ
- ドーバープレーンズ
- フェアビュー
- フィッシュキルプレーンズ
- ゲイヘッド
- グレナム
- グレトナ
- ハビランド
- ヒルサイドレイク
- ホームズ
- ホープウェルジャンクション
- ホートンタウン
- ヒューソンビル
- ジョンソンタウン
- ナップスコーナー
- ロマラ
- マッキンタイア
- マイアーズコーナー
- ニューハッケンザック
- ニューハンバーグ
- ノリーハイツ
- オニオンタウン
- ペックスビル
- プレザントプレーンズ
- プーカグ
- レッドオークスミル
- ラインクリフ
- ラドコ
- ソルトポイント
- シェナンドー
- シェコメコ
- スパッケンキル
- スターツバーグ
- スタンフォードビル
- スティッシング
- ストームビル
- スワートウートビル[9]
- ワセイイク
- ワシントンホロー
- ウィコピー
- ウィロウブルック
- ウィングデール
- バンキューレンズ

## 教育

### 高等教育機関
- バード・カレッジ、アナンデール・オン・ハドソン
- キューラネリ・インスティチュート・オブ・アメリカ、ハイドパーク
- ダッチェス・コミュニティカレッジ、ポキプシー
- マリスト・カレッジ、ポキプシー
- リドリー・ローウェル実業工科学校、ポキプシー
- バッサー・カレッジ、ポキプシー

### 公共教育学区
- アーリントン中央教育学区
- ビーコン市教育学区
- ドーバー統合自由教育学区
- ハイドパーク中央教育学区
- ミルブルック中央教育学区
- ポーリング中央教育学区
- パインプレーンズ中央教育学区
- ポキプシー市教育学区
- レッドフック中央教育学区
- ラインベック中央教育学区
- スパッケンキル統合自由教育学区
- ワッピンガーズ中央教育学区
- ウィバタック中央教育学区
- ダッチェス郡共同教育サービス理事会

### 私立学校
- オークウッド・フレンズ学校
- アワーレディ・オブ・ローズ高校
- ポキプシー・デイスクール
- ダッチェス・デイスクール
- ミルブルック学校
- トリニティ・ポーリング学校
- タバナクル・クリスチャン・アカデミー
- アプトンレイク・クリスチャン学校